# NAP1L1
NAP1L1‏ (Nucleosome assembly protein 1 like 1) هوَ بروتين يُشَفر بواسطة جين NAP1L1 في الإنسان.